# Stroud (Oklahoma)
Pour les articles homonymes, voir Stroud (homonymie).
Stroud est une ville des comtés de Creek et de Lincoln dans l'Oklahoma, aux États-Unis. Au recensement de 2010, la population de la ville était de 2 690 habitants.

## Histoire
Stroud a été fondée en 1892 et ainsi nommée en l'honneur de l'investisseur James W. Stroud, qui s'implanta à cette époque, dans l'Oklahoma, et qui fut pionnier de la ville. Sur ce territoire les boissons alcoolisées pouvaient être vendues légalement, de ce fait il existait tout un commerce avec les villes proches des territoires indiens. Ces villes connues sous le nom de « villes du whisky » avaient la réputation d'être « sauvages » en raison de leurs nombreux saloons et commerces fréquentés par les cow-boys et les voyageurs en provenance des territoires indiens sur lesquels l'alcool était prohibé. Cette période fut de courte durée car l'État d'Oklahoma, en 1907, fut visé par une loi interdisant la vente d'alcool
En 1901, après une émeute raciale, le couvre-feu fut instauré dans la ville, avec un panneau avertissant les Afro-Américains de ne pas sortir la nuit.
Au cours de la première décennie du XXe siècle, l'économie de la ville de Stroud était basée sur la culture du coton dans les campagnes environnantes. La population de la municipalité s'élevait à 1 312 habitants. En 1909, la ville de Stroud disposait de deux banques, de deux journaux, de quatre égreneuses de coton et d'un moulin à huile de coton, mais le recensement de 1910 mit à l'évidence le déclin démographique : la population étant tombée à 1 220 habitants.
Le 27 mars 1915, la ville de Stroud fut victime du légendaire hors-la-loi Henry Starr (en), avec six autres malfrats, il décida de voler dans le même temps deux banques. Ces projets furent un désastre pour Henry Starr, qui après avoir volé la Stroud National Bank et la First National Bank, firent que les citoyens levèrent les armes contre les bandits. Henry et un comparse Lewis Estes, furent blessés et capturés après une fusillade. Un gang parvint à s’échapper avec 5 815 $. Henry a été condamné à la prison du pénitencier d'État de l'Oklahoma, mais il fut remis en liberté provisoire après n'avoir purgé que quatre années.

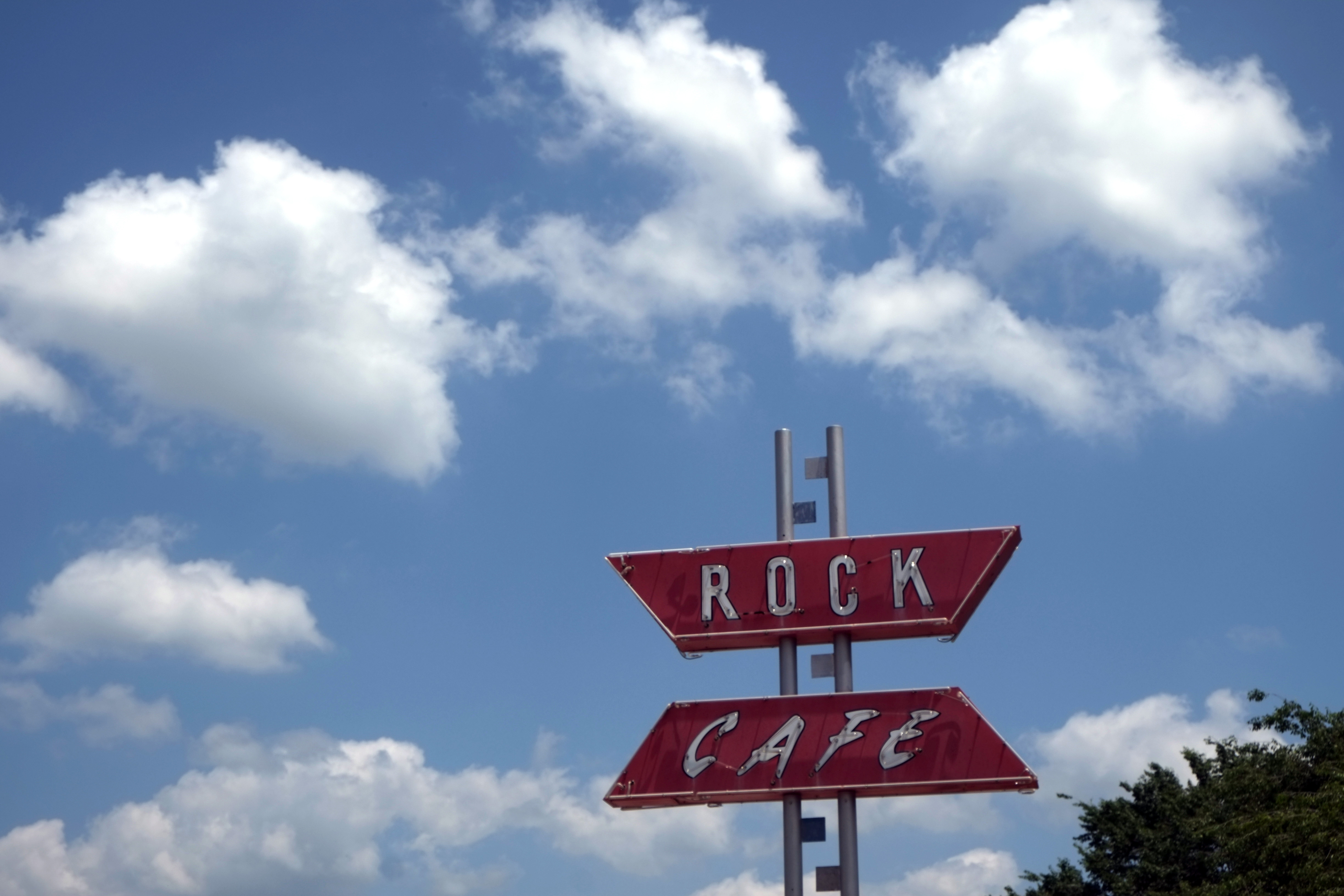
Stroud le Rock Café

La ville redevint calme jusqu'en 1926, année de la construction de la U.S. Route 66. À la fin de la construction de l’autoroute, la ville de Stroud est devenue une aire de repos avec des équipements tels que des motels, des stations-service et des restaurants. Le Rock Café (en), construit pendant la Grande Dépression à l'aide de grès local éliminé lors de la construction de la Route 66, a fonctionné 24 heures par jour pendant son apogée des années 1950. Les affaires ont diminué après que fut mis en placeTurner Turnpike une route à péage dans le centre de l'Oklahoma, reliant ses deux plus grandes villes, Oklahoma City et Tulsa.
la ville de Stroud a été dévastée par une série de tornades en 1999, qui ont détruit le centre commercial Tanger Outlet Center, qui comptait 53 magasins, ainsi qu’un centre de distribution appartenant à la société de restauration Sygma. Aucune de ces installations n'ayant été reconstruite, il en a résulté une perte de 800 emplois ce qui a provoqué une nette diminution économique pour la ville.

## Géographie

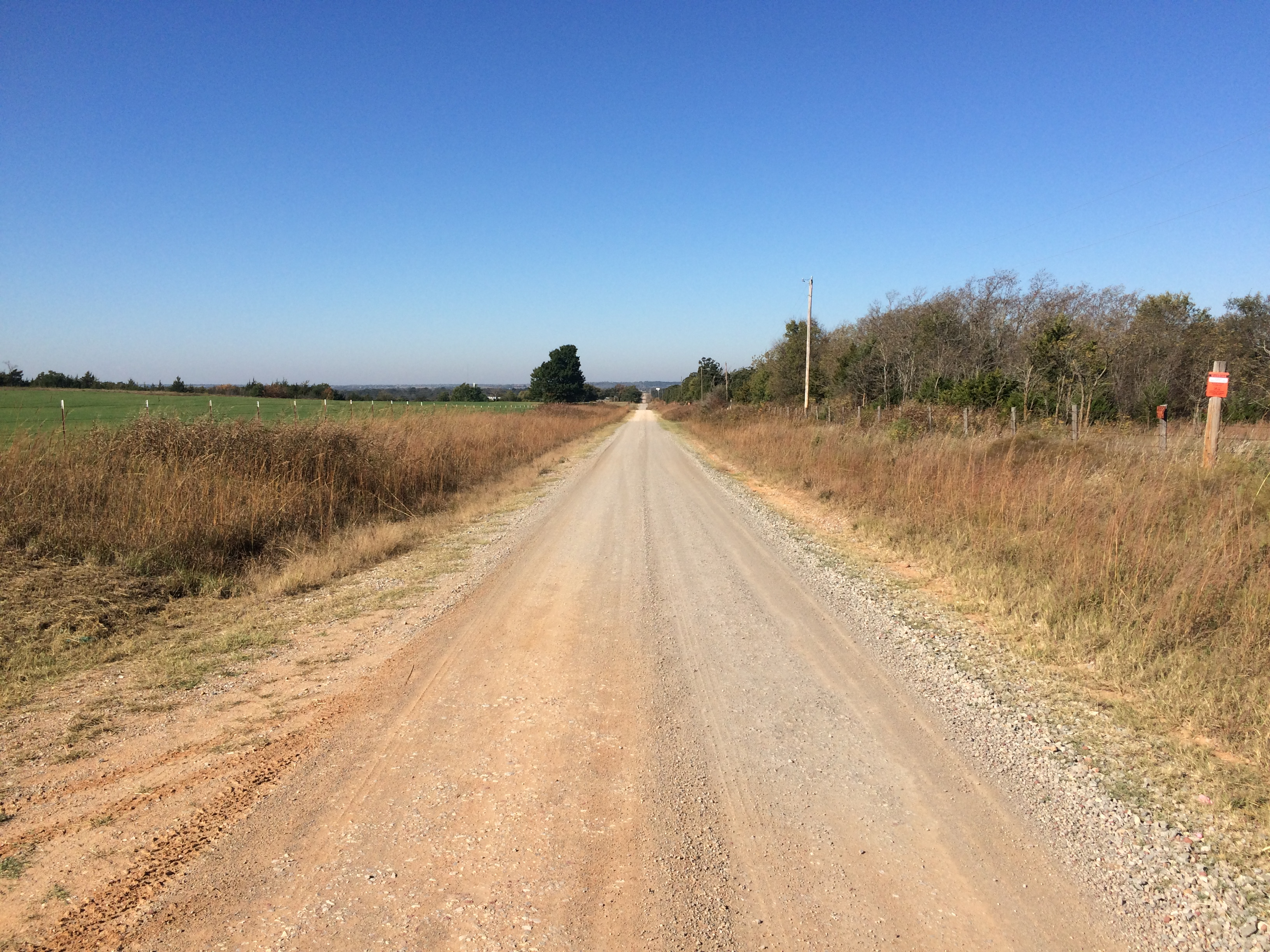
Section Ozark Trails sur la route 66 à Stroud

Elle est située sur la célèbre U.S. Route 66. Selon le United States Census Bureau, la ville a une superficie totale de 32,3 km2 (12,5 miles2), dont 29,8 km2 (11,5 miles2) sont des terres et 2,6 km2 (1 mile2), et le reste (7,93%) est de l'eau.

## Démographie

### Société
Évolution démographique.
Selon le recensement de 2010, la population comptait 2 690 habitants.

### Groupes ethniques et minorités étrangères
Selon le recensement de 2010, la composition ethnique de la ville était composée de 83,5% de Blancs, 2,5% d' Afro-Américains, 8,0% d'Amérindiens, 0,3% d'Asiatiques, 0,9% d’autres races et 4,9% d’au moins deux groupes ethniques. Les Hispaniques ou Latinos représentent 2,7% de la population.

## Économie
En 2001, les équipes de Pixar Animation Studios se sont rendues à la recherche des 66 Américains pour le film d’animation Cars, à une époque où l’économie de la ville tentait encore de se remettre de la tornade de 1999 et où le Rock Café était en cours de restauration. Le personnage de Radiator Springs, l'hôtelière Sally Carrera est fortement basée sur la propriétaire du Rock Café, Aube Welch et ses efforts pour promouvoir et reconstruire la ville. Un incendie a ravagé le restaurant le 20 mai 2009, le gril et les murs, en pierre d'origine ont toutefois, survécu. Le Rock Café a été reconstruit par le conservateur historique David Burke et Dawn Welch a rouvert l'établissement le 29 mai 2009.
La ville de Stroud connaît une reprise de l’activité économique dans les secteurs du pétrole et du gaz et abrite Service King, un fabricant d’installations de reconditionnement des champs de pétrole. De plus, le tourisme reste très attractif sur l'historique route US 66. Par ailleurs, la viticulture contribue de plus en plus à l'économie locale, en développant notamment l'émergence de vins produits localement et des entreprises qui s'y rattachent.
Le siège national de Sac and Fox Nation l’un des plus gros employeurs de la région est situé à environ 8 km au sud de la ville.

## Gouvernance
La ville de Stroud est une personne morale qui a le statut de corporation municipale.

## Personnalités
- Thomas G. Andrews a vécu dans la ville de Stroud, de 1911 à 1918. Il fut nommé juge associé de la Cour suprême de l'Oklahoma[6].
- Jim Thorpe joueur et un dirigeant de football américain, un joueur de baseball et de basket-ball, un athlète et un acteur américain d'ascendance blanche et amérindienne.

## Jumelages
- Stroud la principale ville du district de Stroud et un civil parish située dans le Gloucestershire, en Angleterre.
- Stroud Plantation, Texas, États-Unis

## Source
- (en) Cet article est partiellement ou en totalité issu de l’article de Wikipédia en anglais intitulé « Stroud, Oklahoma » (voir la liste des auteurs).